# Ізола-делле-Фемміне
Ізола-делле-Фемміне (італ. Isola delle Femmine, сиц. Ìsula) — муніципалітет в Італії, у регіоні Сицилія,  метрополійне місто Палермо.
Ізола-делле-Фемміне розташована на відстані близько 420 км на південь від Рима, 14 км на північний захід від Палермо.
Населення — 7295 осіб (2014). Покровитель — Maria S.S. delle Grazie.

## Демографія
Населення за роками:

Станом на 1 січня 2023 року в муніципалітеті офіційно проживало 129 іноземців з 25 країн, серед них 27 громадян країн Євросоюзу та 1 громадянин України.

## Сусідні муніципалітети
- Капачі
- Палермо
- Торретта